# Division montée de l'ANZAC

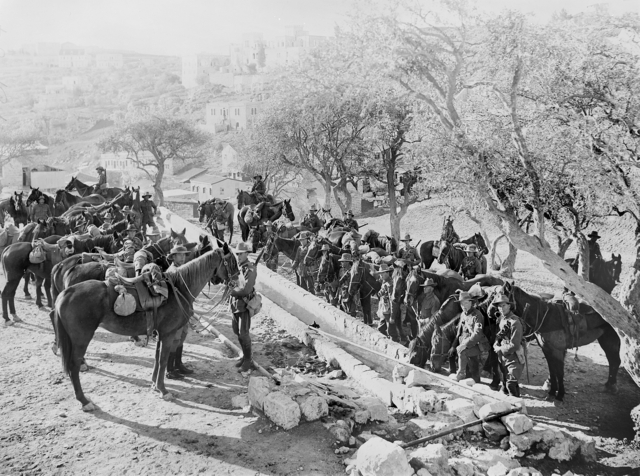
Hommes de la division abreuvant leurs chevaux, janvier 1918.

Pour les articles homonymes, voir ANZAC.
L'ANZAC Mounted Division, officiellement connue sous le nom d'Australian and New Zealand Mounted Division, était une division de cavalerie légère (infanterie montée) du Corps d'armée australien et néo-zélandais formée en mars 1916 en Égypte durant la Première Guerre mondiale à la suite de la bataille des Dardanelles, quand les régiments australiens et néo-zélandais revinrent des combats où ils avaient servi à pied, en tant qu'infanterie. Elle servit ensuite sur le front du Moyen-Orient, notamment lors de la campagne du Sinaï et de la Palestine et en Syrie.
Elle fut commandée par le Major-général Sir Harry Chauvel de mars 1916 à 1917, qui fut remplacé par le Major-général Chaytor jusqu'à la fin de la guerre.

## Filmographie
- La Chevauchée de feu, titre original The Lighthorsemen, film australien de 1987 de Simon Wincer.